# Franz Junger
Franz Junger (* 26. November 1882 in Klausen; † 14. Dezember 1934 in Brixen) war ein österreichischer bzw. Südtiroler Schriftsteller.

## Leben
Junger war Sohn des k.k. Bergverwalters Michael Junger, der aus Böckelstein im Salzburgischen stammte und als Bergwerksbeamter auf dem Schneeberg und dann in Klausen tätig war. Geboren wurde er in der Ortschaft Frag im Eisacktal, die damals zur Gemeinde Villanders gehörte und 1929 nach Klausen eingemeindet wurde. Er besuchte das Humanistische Gymnasium in Brixen und studierte ab 1903 an der Universität Innsbruck, wo er sein germanistisches Studium mit der Lehramtsprüfung abschloss. Seine verschollene Dissertation Über deutsche Handwerkslieder in Tirol reichte er hingegen nie ein.
Nach der Übernahme einer Lehramtsstelle am Deutschen Gymnasium in Trient wurde Junger 1914 im Zug der Generalmobilmachung zum österreichischen Heer eingezogen und erlitt in einer der ersten Isonzoschlachten eine schwere Beinverwundung, in deren Folge er an das Wiener Kriegsarchiv abgezogen wurde.
Nach dem Kriegsende übersiedelte Junger von Wien wieder nach Südtirol, zunächst nach Brixen und hernach als Leiter einer Tabaktrafik nach Meran. Hier gründete er 1920 zusammen mit seinem Weggefährten Ludwig March die Südtiroler landeskundliche Zeitschrift „Der Schlern“, was ihm bald den Übernamen „Schlernvater“ einbrachte. Neben der Herausgeberschaft und Schriftleitung der Zeitschrift, in der er häufig unter dem Pseudonym M. Perlunger publizierte, wurde Junger vor allem durch das „Gullibuch“ bekannt, in dem er die Erlebnisse seiner Gymnasialzeit mit Alfons Quellacasa auf humorvolle Weise verarbeitete.
Junger starb 1934 an den Spätfolgen seiner Kriegsverletzung. Bis in die 1960er-Jahre stand an Jungers Grab am städtischen Friedhof von Brixen ein Kreuz mit der lateinischen Grabinschrift: Hic jacent pulvis et umbra Francisci Junger-Perlunger, conditoris, editoris, directoris monumenti patrii DER SCHLERN, natus Villandriae die 26. XI. 1881, mortuus Brixinae die 14. XII. 1934.

## Werke
- Gullibuch, Dornbirn 1914
- Gullibuch II, „Der homo sapiens“, Brixener Gymnasial-Erinnerungen, Innsbruck 1924